# Bữa trưa miễn phí

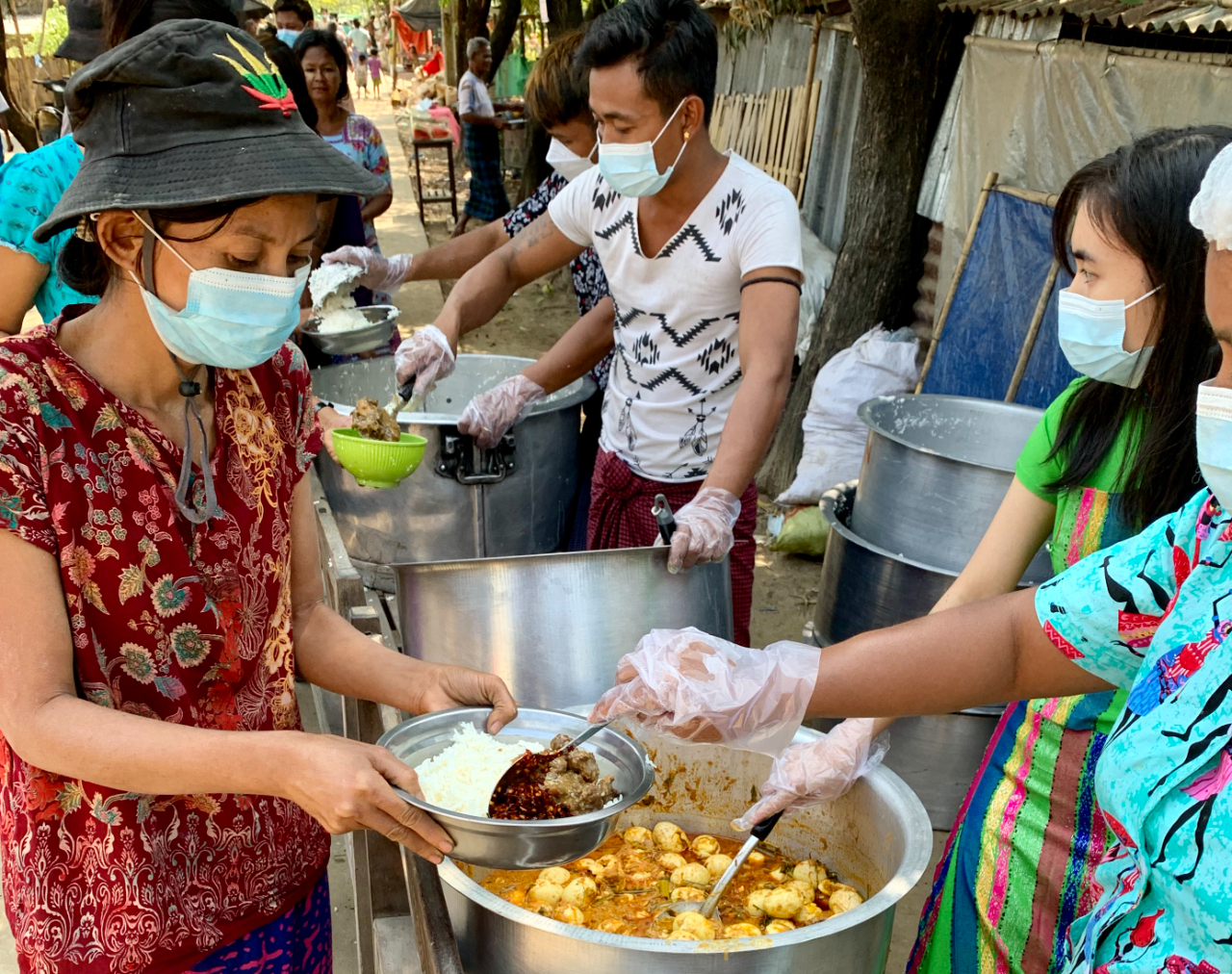
Phục vụ bữa trưa miễn phí ở Myanmar trong một Lễ hội

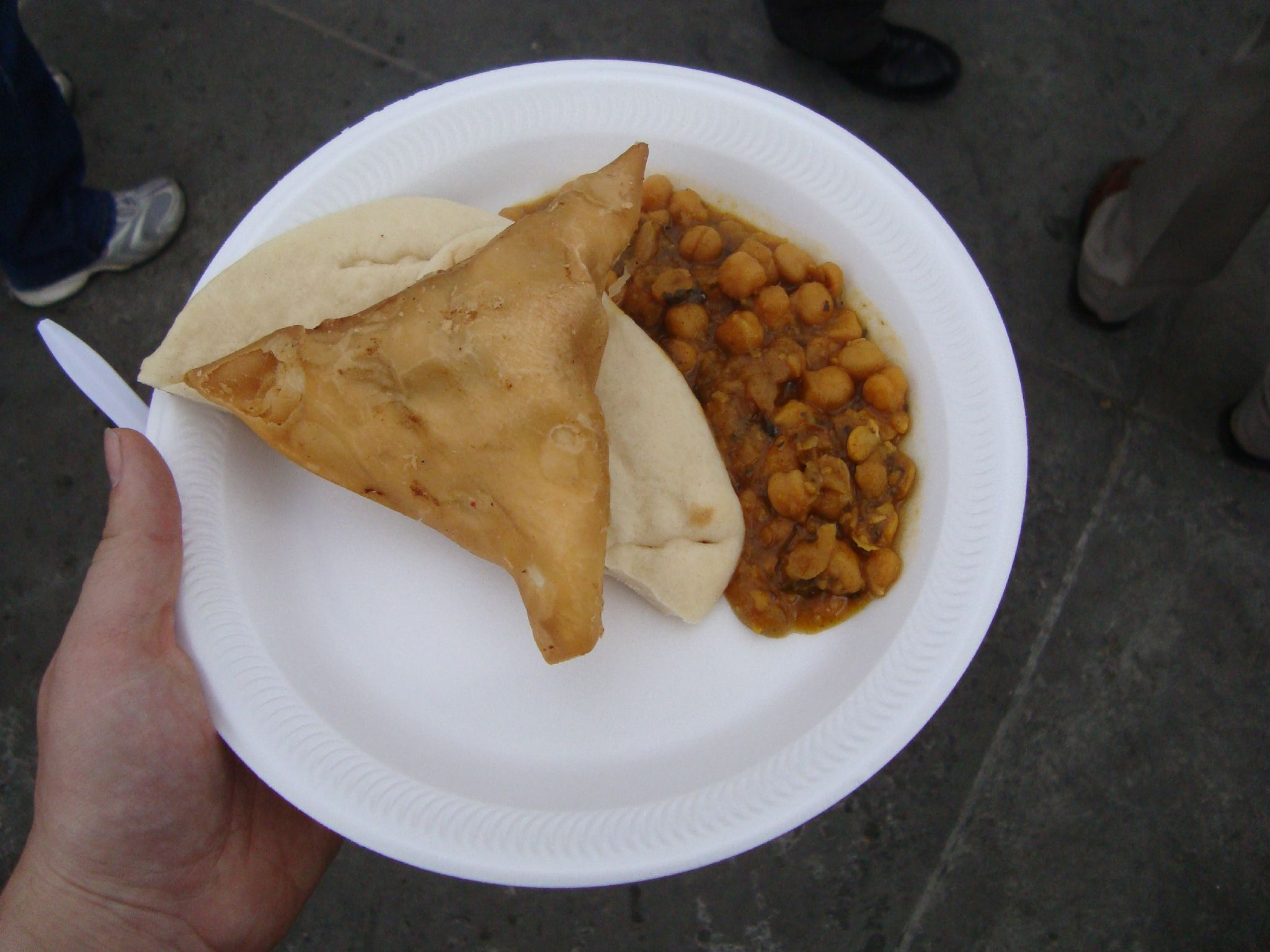
Một phần ăn trưa miễn phí trong một lễ hội ở Ấn Độ

Bữa trưa miễn phí (Free lunch) là việc cung cấp và phục vụ bữa ăn miễn phí, thường là trong dịp sự kiện, lễ hội để thu hút khách hàng và tăng doanh thu từ các doanh nghiệp khác nhau. Thực tế này từng phổ biến ở các loại hình quán nhậu và quán rượu ở nhiều nơi tại Hoa Kỳ, với cụm từ bữa trưa miễn phí này xuất hiện thường xuyên trong các tài liệu của Hoa Kỳ từ khoảng năm 1870 đến cuối những năm 1920. Những lần phục vụ khuyến mãi này bao gồm một bữa trưa "miễn phí", từ đơn giản đến khá phức tạp, với việc thực khách sẽ bỏ tiền mua ít nhất một món đồ uống. Những bữa trưa miễn phí này thường có giá trị hơn giá của một món đồ uống. Người chủ quán rượu dựa vào kỳ vọng rằng hầu hết khách hàng sẽ mua nhiều hơn một món đồ uống và rằng hoạt động này sẽ tạo ra sự bảo trợ cho các thời điểm khác trong ngày. Tại Hoa Kỳ, những khó khăn về tài chính của Đại suy thoái đã đánh dấu sự kết thúc thực tế của bữa trưa miễn phí vì lý do kinh tế và nó không bao giờ thực sự quay trở lại. 
Vào thời hiện đại, nhiều quán rượu và phòng chờ cung cấp đồ ăn miễn phí trong giờ thoải mái, cùng với đồ uống giá rẻ và các món khác trong thực đơn. Đồ ăn và đồ uống miễn phí hoặc giá rẻ thường được cung ứng từ các cơ sở cờ bạc như sòng bạc. Khái niệm về bữa trưa miễn phí bị chỉ trích trong câu nói kinh điển "Không có bữa ăn trưa nào là miễn phí", được phổ biến một phần bởi các tác giả như Robert A. Heinlein và Milton Friedman. Từng có báo chí mô tả về bữa ăn trưa miễn phí ở Mỹ bao gồm "những đĩa bơ khổng lồ", "những giỏ bánh mì lớn", "một chiếc nồi bạc khổng lồ chứa đầy súp hàu tuyệt hảo", "một miếng thịt bò tròn phải nặng ít nhất bốn mươi pound", "những chiếc bình chứa đầy khoai tây, thịt cừu hầm, cà chua hầm và mì ống à la Français". Chủ quán cho biết những vị khách bao gồm "ít nhất một tá ông già đến đây mỗi ngày, uống một ly mười lăm xu, ăn một bữa tối có giá chỉ 1 đô la trong nhà hàng, rồi phàn nàn rằng thịt bò dai hoặc khoai tây thì loãng".
Những "Kẻ nghiện ăn trưa miễn phí" gần như nghèo khổ là một kiểu người xã hội được công nhận. Một câu chuyện của New York Times năm 1872 về "những kẻ lười biếng và những người ăn trưa miễn phí". Dẫn lời Matthew 6:28: "không làm việc, cũng không kéo sợi, nhưng họ vẫn ổn, ghé thăm các quán rượu, cố gắng xin đồ uống từ người lạ". Nếu kẻ nghiện ăn trưa khó hiểu này không tình cờ được gọi đến để uống, anh ta sẽ ăn bất cứ thứ gì anh ta có thể, và, trong khi người pha chế bận rộn, cố gắng trốn thoát mà không bị phát hiện. Trong các quán bar của Mỹ từ cuối thế kỷ XIX cho đến thời kỳ cấm rượu, những người gác cửa ngoài vai trò là người đuổi những người say xỉn không thể tiếp tục mua đồ uống, những kẻ đánh nhau và những kẻ gây rối, còn có vai trò khác thường là bảo vệ tiệc đứng (buffet) miễn phí của quán rượu tài trợ. Để thu hút khách hàng, "... nhiều quán rượu dụ dỗ khách hàng bằng những lời đề nghị "bữa trưa miễn phí"—thường được nêm muối kỹ để kích thích việc uống rượu, và những người gác cửa ("bouncer") của quán rượu thường có mặt để "ngăn cản [những người có] sức ăn quá mạnh".